# Flipboard
FlipboardとはAndroidとiOS、Windows Phone に対応する雑誌形式のソーシャルネットワークアグリゲーションアプリケーションソフトウェアである。
ソーシャルメディアのコンテンツやその他のウェブサイトを収集、雑誌形式で配信し、ユーザーはページをめくる感覚でソーシャルネットワークや提携した企業のウェブサイトのフィードを読むことができる。
2010年12月にiPadのみの対応でリリースされ、その後アプリケーションのアップデートでiPhone、iPod touchに対応させた。2012年5月5日には選定したAndroid端末向けにリリースすることが発表され最初に対応させた端末はSamsung Galaxy SIIIだった。その後同月30日にAndroid版Flipboardのベータ版が公式サイトでリリースされた。Android版Flipboardの最新版は同年6月22日よりGoogle Playで配布されていて、26日には中国語対応のAndroid版Flipboardがリリースされた。日本語版は同年5月16日から配布されている。
製作しているFlipboard, Inc.は2010年にマイク・マッキューとエヴァン・ドールによって設立されたカリフォルニア州パロアルトに本社を構えるソフトウェア企業である。

## 歴史

### 開発
マッキューとドールによると、アプリケーションのアイデアは、ウェブがもしゼロから設計された場合どのようになるのかを想像する自身達のブレインストーミング・セッションから考えだされたという。そしてソーシャルウェブを重視し、グラフィカルな雑誌形式のコンテンツを消費する能力を有するデザインを思いついた。

### 評価
このアプリケーションに関する評価は概ね好評でiPadアプリケーションのキラータイトルと称された。アップルも好意的に評価し、2010年のApple's iPad App of the Yearを授与した。新たなアップデートとしてGoogle Readerに対応し、より多くの出版社のウェブベースアグリゲーターとコンテンツを追加した。このアップデートは最も好評な評価を得た。

### 検閲
2011年5月15日、Flipboardは中国のグレート・ファイアウォールによるブロックを受けた。マッキューはTwitterで「中国は正式にFlipboardをブロックした」と述べた。
中国版が最初にリリースしたインターナショナルエディションだった。2012年2月よりユーザーが中国からアプリケーションを使用している場合に自主検閲を開始した。中国向けのコンテンツガイドからTwitterやFacebookが除外され、既存の購読は自動的に除去されるようになった。

## ユーザーインターフェイス
アプリケーションのユーザーインターフェイスはコンテンツを直感的にさっとめくるデザインになっている。フィードの設定により、アプリケーションを開いた最初のページに購読しているコンテンツの視覚的なリストが表示される。

## 関連文献
- Richmond, Shane (August 4, 2010). "Flipboard: The Closest Thing I've Seen to the Future of Magazines".  The Daily Telegraph (London). Retrieved March 4, 2012.
- Westaway, Luke (July 22, 2010).  "Flipboard for iPad Review". CNET.  Retrieved March 4, 2012.